# Joel Guillén
Joel Guillén García (Andorra la Vieja, Andorra, 28 de agosto de 2001) es un futbolista andorrano. Juega de defensa y su equipo es el C. D. Binéfar de la Tercera Federación.

## Selección nacional
Internacional en categorías inferiores con Andorra, debutó con la selección absoluta el 16 de noviembre de 2022 ante Austria.

## Clubes
| Club                | País   | Año           |
| ------------------- | ------ | ------------- |
| EFAC Almacelles     | España | 2019-2020     |
| Atlètic Alpicat     | España | 2020-2021     |
| C. F. J. Mollerussa | España | 2021          |
| U. E. Tàrrega       | España | 2021-2022     |
| C. A. Monzón        | España | 2022-2023     |
| C. D. Binéfar       | España | 2023-presente |